# Lycosa leireana
Lycosa leireana är en spindelart som beskrevs av Pelegrín Franganillo Balboa 1918. 
Lycosa leireana ingår i släktet Lycosa och familjen vargspindlar. Artens utbredningsområde är Spanien. Inga underarter finns listade i Catalogue of Life.